# 辻田実
辻田 実（つじた みのる、1933年〈昭和8年〉9月27日 - 2018年〈平成30年〉11月16日）は、日本の政治家。千葉県館山市長（2期）。

## 来歴
法政大学経済学部卒業。館山市議会議員となり、1979年の総選挙から4回連続で千葉3区から日本社会党公認で立候補したが落選続きだった。1990年の館山市長選挙に無所属で立候補したが落選。1998年に現職の庄司厚を破って初当選。2002年に再び立候補した庄司を破って再選。2006年の市長選挙で落選した。